# 三省村 (浙江省)
三省村是浙江省宁海县深甽镇的一个行政村，由原来的中胡村、刘家老屋村、刘家大庄村和岩头里村等4个自然村合并而成。该村的名字是为纪念该在此地出生的宋元之际历史学家胡三省。
该村内现存有胡三省墓和陵园，墓碑书有“宋朝奉郎胡公三省偕配张氏安人寿域”。